# ماني بيريز (لاعب كرة قدم)
ماني بيريز (بالإنجليزية: Manny Perez)‏ هو لاعب كرة قدم أمريكي، ولد في 1999 في غارنر في الولايات المتحدة. لعب مع نادي سلتيك.

## وصلات خارجية
- ماني بيريز على موقع الدوري الأمريكي (الإنجليزية)
- ماني بيريز على موقع قاعدة بيانات كرة القدم.إي يو (الإنجليزية)
- ماني بيريز على موقع Soccerway.com (الإنجليزية)
- ماني بيريز على موقع عالم كرة القدم.نت (الإنجليزية)